# Boys (The Shirelles)
Boys è una canzone scritta da Luther Dixon e da Wes Farrel; la prima incisione è delle Shirelles, ma è rimasta celebre la cover dei Beatles.

## La canzone

### La versione delle Shirelles
È stata pubblicata come lato B del singolo Will You Love Me Tomorrow nel novembre 1960; il singolo è diventato una hit minore del rhythm and blues.

### La versione dei Beatles
Venne registrata l'11 febbraio 1963 in una sola take, con Ringo come cantante principale; non è l'unica canzone che appare sull'album Please Please Me delle Shirelles: della band femminile è anche Baby It's You. I Beatles non pensarono di cambiare qualche verso del testo: essendo stato scritto per interpreti femminili, sarebbe stata prassi del periodo cambiarlo se cambiava il genere dell'interprete. McCartney l'ha ricordata come una canzone un po'imbarazzante da eseguire per il testo, ma anche che quando la eseguirono non ci badarono.. Fu una delle canzoni che davano a Ringo il "numero del batterista" nei live della band: le altre furono I Wanna Be Your Man, Honey Don't e Act Naturally.
Era uno dei “numeri del batterista” dei Beatles quando c'era ancora nella formazione Pete Best; anche Ringo la cantava nella sua band, Rory Storm and the Hurricanes. In alcuni casi anche Cilla Black la cantava con Ringo. Compare nel videogioco The Beatles: Rock Band. È stata inclusa nella raccolta Rock and Roll Music, e nei live The Beatles at the Hollywood Bowl e On Air - Live at the BBC Volume 2, e nell'EP live Baby It's You .

#### Formazione

##### Formazione diPlease Please Me, degli album
- Ringo Starr: voce, batteria
- Paul McCartney: cori, basso elettrico
- George Harrison: cori, chitarra solista
- John Lennon: cori, chitarra ritmica

##### Formazione prima dell'arrivo di Ringo Starr
- Pete Best: voce, batteria
- Paul McCartney: cori, basso elettrico
- George Harrison: cori, chitarra solista
- John Lennon: cori, chitarra ritmica

### Altre versioni
- Pete Best ha inciso una cover della canzone nel 1965.
- Ringo Starr spesso la esegue nei suoi live, ed è stata pubblicata nei suoi album live Ringo Starr and His All Starr Band Volume 2: Live from Montreux, Ringo Starr and His Third All-Starr Band-Volume 1, The Anthology...So Far, Tour 2003, Ringo Starr: Live at Soundstage e Live at the Greek Theatre 2008.